# Impacte ambiental de l'agricultura

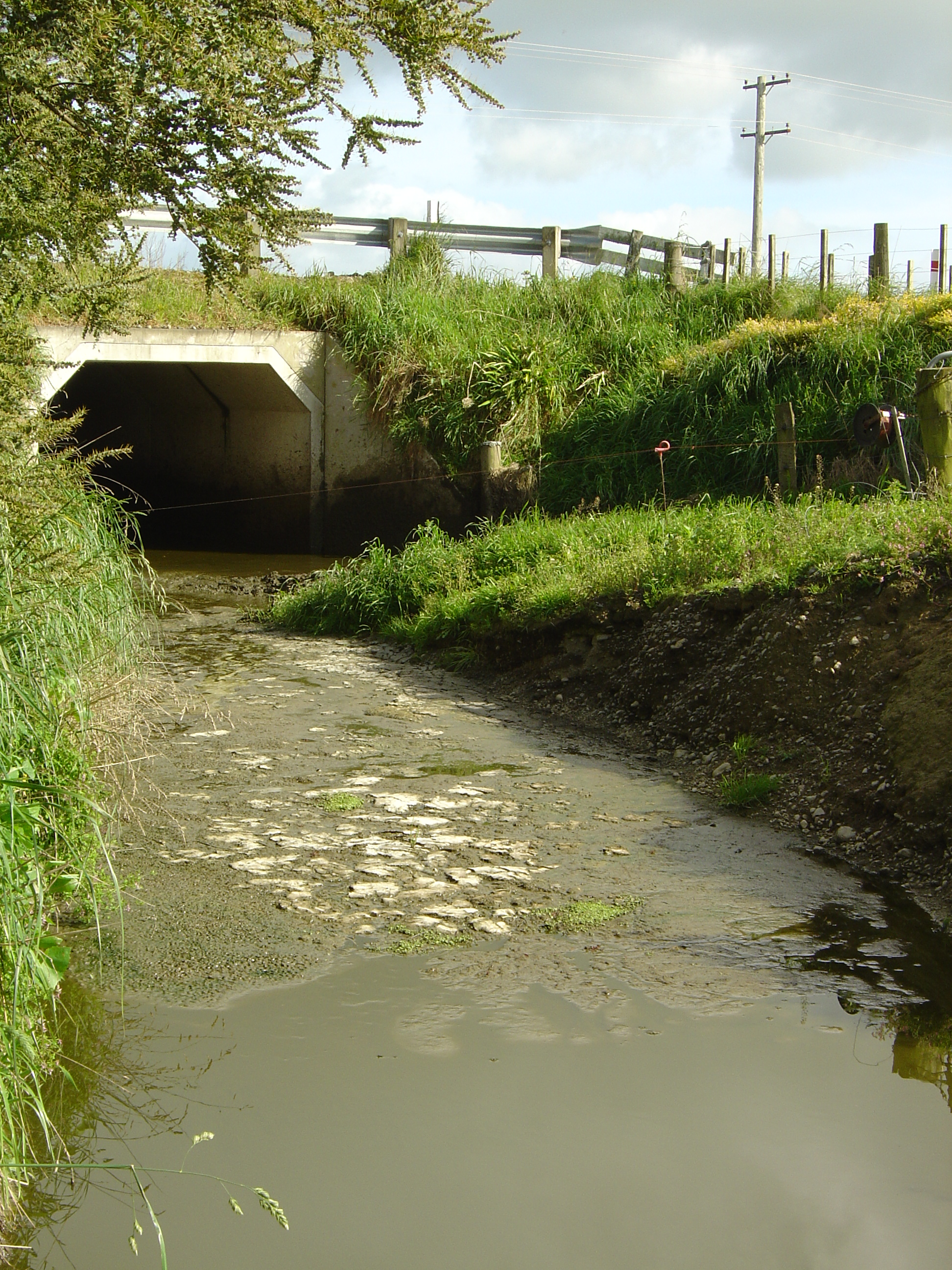
Contaminació de les aigües en un desaigua rural a causa de l'activitat agrícola a Nova Zelanda

L'impacte ambiental de l'agricultura és l'efecte que les diferents pràctiques agrícoles tenen sobre els ecosistemes que els envolten i com es poden remuntar aquests efectes a aquestes pràctiques. L'impacte ambiental de l'agricultura varia àmpliament en funció de les pràctiques emprades pels agricultors i de l'escala de pràctiques. Les comunitats agrícoles que intentin reduir els impactes ambientals mitjançant la modificació de les seves pràctiques adoptaran pràctiques d'agricultura sostenible. L'impacte negatiu de l'agricultura és un problema antic que continua sent preocupant, fins i tot ja que els experts dissenyen mitjans innovadors per reduir la destrucció i millorar l'eficiència ecològica. Tot i que el pastoratge és positiu per al medi ambient, les pràctiques modernes de la ramaderia solen ser més destructives pel medi ambient que les pràctiques agrícoles centrades en fruites, verdures i altres biomasses. Les emissions d'amoníac dels residus de bestiar boví continuen suscitant preocupacions sobre la contaminació ambiental.
A l'hora d'avaluar l'impacte ambiental, els experts utilitzen dos tipus d'indicadors: "basat en els mitjans", que es basa en els mètodes de producció de l'agricultor, i "basat en els efectes", que és l'impacte que tenen els mètodes agrícoles en el sistema agrícola o en les emissions a el medi ambient. L'avaluació basada en els mitjans examina les pràctiques agrícoles dels agricultors i l'avaluació basada en els efectes té en compte els efectes reals del sistema agrícola. Per exemple, l'anàlisi basada en els mitjans podria examinar els pesticides i els mètodes de fertilització que utilitzen els agricultors, i l'anàlisi basada en l'efecte tindria en compte la quantitat de CO2 que s'està emetent o el contingut de nitrogen del sòl.
L'impacte ambiental de l'agricultura comporta impactes sobre diversos factors: el sòl, sobre l'aigua, l'aire, la varietat animal i del sòl, les persones, les plantes i el propi aliment. L'agricultura contribueix a un nombre més gran de problemes ambientals que causen degradació ambiental, incloent: canvi climàtic, desforestació, pèrdua de biodiversitat, zones mortes, enginyeria genètica, problemes de reg, contaminants, degradació del sòl i residus. A causa de la importància de l'agricultura per als sistemes socials i ambientals mundials, la comunitat internacional s'ha compromès a augmentar la sostenibilitat de la producció d'aliments com a part de l'Objectiu de Desenvolupament Sostenible 2: "Acabar amb la fam, assolir la seguretat alimentària i millorar la nutrició i promoure una agricultura sostenible". L'informe "Fer pau amb la natura" del Programa de les Nacions Unides per al Medi Ambient del 2021 va posar de manifest l'agricultura com a motor i com a indústria amenaçada per la degradació del medi ambient.